# サイキックシール
サイキックシールは、金色のシンボルマークが中に描かれた円形のシールである。科学では解明のできない「大宇宙のま心」が宿るとされている。別名や関連商品として「エスパーシール」（ESPシール）や「ワンダーシール」があり、これらについても合わせて説明する。

## 概要
ESP科学研究所が開発したESP器具の一つである。同所が、本部拠点を大阪から東京に移した1982年にシンボルマークを制定、その際のマークを採用したものがサイキックシールである。このシールは後に、対物用の「ワンダーシール」と名前を改め、同効果を持つ対人用シールである「エスパーシール」と共に、30年以上発売され続けている。
シンボルマークが印刷されているだけのシールであり、磁気や薬物を使用しているわけではない。しかし、科学では解明のできない「大宇宙のま心」が宿るとされており、体や物に貼ることで、ま心の恩恵が得られるとしている。なお「大宇宙のま心」とは、創始者の石井普雄が八次元より授かった大宇宙の根源であるとしている。
なお、ESP科学研究所は、後に株式会社イー・エス・ピーとして生まれ変わっている。
1980年代に流行り、テレビで取り上げられることもあった。また、雑誌記事としても取り上げられていた。

## 商品
ワンダーシールは、金色のシンボルマークが描かれた直径2cmほどの円形のシールである。元々はサイキックシールとの名前で作成されたものであるが、「世界中の幸福を願う」という意味を込めて名称を変更したものである。
エスパーシールは、肌色の背景に茶色のシンボルマークが描かれた直径2cmほどの円形のシールである。体の不調を感じた人がワンダーシールを肌に貼っているのを見て、肌に貼る際に違和感のないよう、背景を肌色にして素材も人体に適したものに変更したものである。根底となる力についてはワンダーシールと全く同じである。
いずれのシールも、サイズを変えたものが複数種類発売されている。